# Léonard Gaultier
Léonard Gaultier (Magonza, 1561 – Parigi, 1641) è stato un incisore francese.

## Biografia
Léonard Gaultier, nato in Germania, è il figlio di Pierre Gaultier, orafo a Parigi.
Fu allievo di Étienne Delaune a Strasburgo, e in seguito lavorò principalmente per editori con sede a Lione e Parigi. All'inizio, le sue prime incisioni risalgono al 1576. Per alcuni grandi soggetti incisi si ispira ad Antoine Caron, di cui sembra essere genero.
Ha sviluppato principalmente l'arte del ritratto in taglio morbido, caratterizzandosi per uno stile vigoroso, serrato e agile, con il quale ha eseguito i ritratti di Enrico III di Francia, Enrico IV di Francia, Maria de' Medici, Luigi XIII di Francia, tra gli altri.
Tra le sue numerose opere di illustratore di testi, le più importanti sono i ritratti (144) che decorano la raccolta Pourtraicts de plusieurs hommes illustres, qui ont flory en France depuis l'an 1500 jusques à présent e le incisioni riproducenti avvenimenti del regno di Enrico IV di Francia.
Le trecento tavole che gli sono state attribuite sono quasi tutte incise da suoi disegni originali, e tradiscono in un primo tempo lo stile di Étienne Delaune, e in seguito gli abili modi di J. Rabel.

## Opere

### Ritratti
- Enrico III di Francia;
- Enrico IV di Francia;
- Maria de' Medici;
- Luigi XIII di Francia.

### Raccolta
- Pourtraicts de plusieurs hommes illustres, qui ont flory en France depuis l'an 1500 jusques à présent.